# 张光荣
张光荣（1958年4月—），男，汉族，宁夏永宁人，中华人民共和国政治人物。宁夏广播电视大学两年制专科班语文类专业毕业，中共中央党校函授学院经济管理专业毕业，大学学历。

## 生平
1976年4月加入中国共产党。1978年11月参加工作。历任中共永宁县委副书记，青海省人民政府办公厅副处长、处长、副主任、副秘书长，省地方税务局局长，省财政厅厅长等职。2008年1月，当选青海省人民政府副省长。2013年7月，任中共青海省委常委、政法委书记。2016年1月，当选青海省人民政府副省长，2月任常务副省长。2017年1月，当选青海省人大常委会副主任，同年5月不再担任中共青海省委常委。2018年2月，任青海省人大常委会党组书记。2018年2月24日，当选为第十三届全国人大代表。2022年1月，辞去省人大常委会副主任职务。